# Service de sécurité incendie de Montréal
Der Service de sécurité incendie de Montréal (SIM, „Brandsicherheitsdienst von Montreal“) ist die Feuerwehr von Montreal in Kanada. Sie ist neben der Stadt Montreal auch für 15 weitere Gemeinden in der Verwaltungsregion Montreal zuständig und verfügt über 65 Stützpunkte. Die Notrufnummer ist wie in anderen nordamerikanischen Städten üblich die 911.

## Geschichte
Bauarbeiter gründeten 1734 die erste Freiwillige Feuerwehr. Gegen Ende des 18. Jahrhunderts bildeten sich mit der finanziellen Unterstützung von Händlern so genannte Fire Clubs, die regelmäßig Ernstfälle übten. An ihre Stelle traten ab 1824 besser organisierte Sociétés du Feu (Feuergesellschaften). 1841 wählte der Stadtrat zur besseren Koordination der Sociétés den ersten fest angestellten Feuerwehrkommandanten. 1863 erfolgte eine Neustrukturierung mit der Gründung der städtischen Berufsfeuerwehr. Diese wurde in den folgenden Jahrzehnten stetig ausgebaut und modernisiert. So verfügte die Feuerwehr beispielsweise ab 1912 über Motorfahrzeuge.
Im Jahr 2002 fusionierten 27 Gemeinden mit Montreal und die 22 Vorortsfeuerwehren wurden mit der Montrealer Feuerwehr vereinigt, die damals ihren heutigen Namen annahm. Auch nachdem im Jahr 2006 fünfzehn Gemeinden sich wieder abspalteten, blieb die vergrößerte Feuerwehr weiter bestehen.

## Organisation

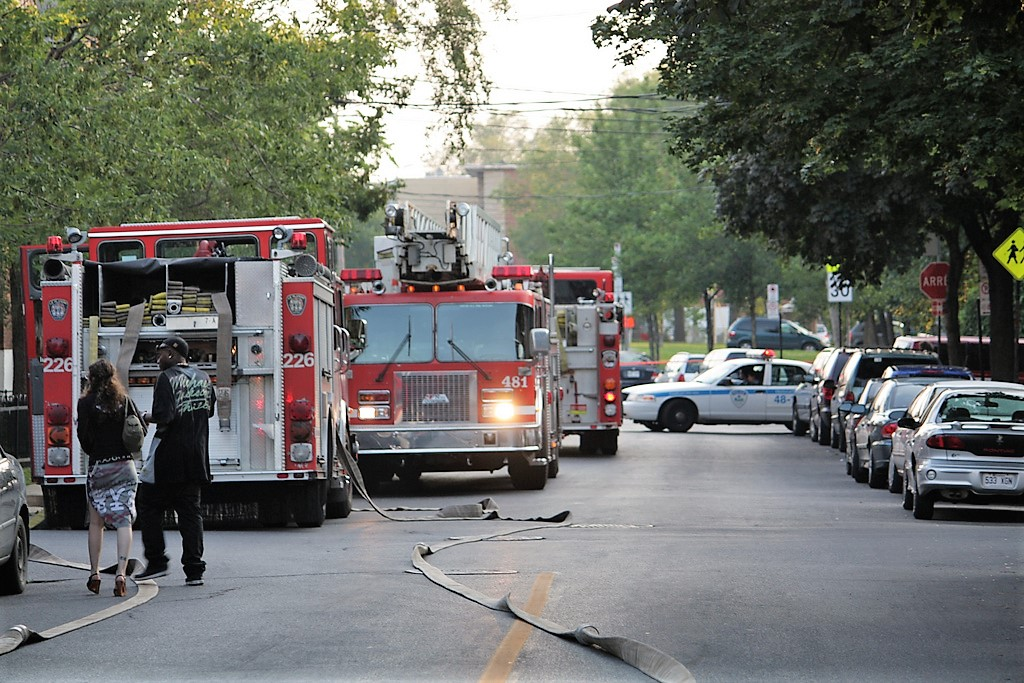
Drehleiterfahrzeug der Montrealer Feuerwehr

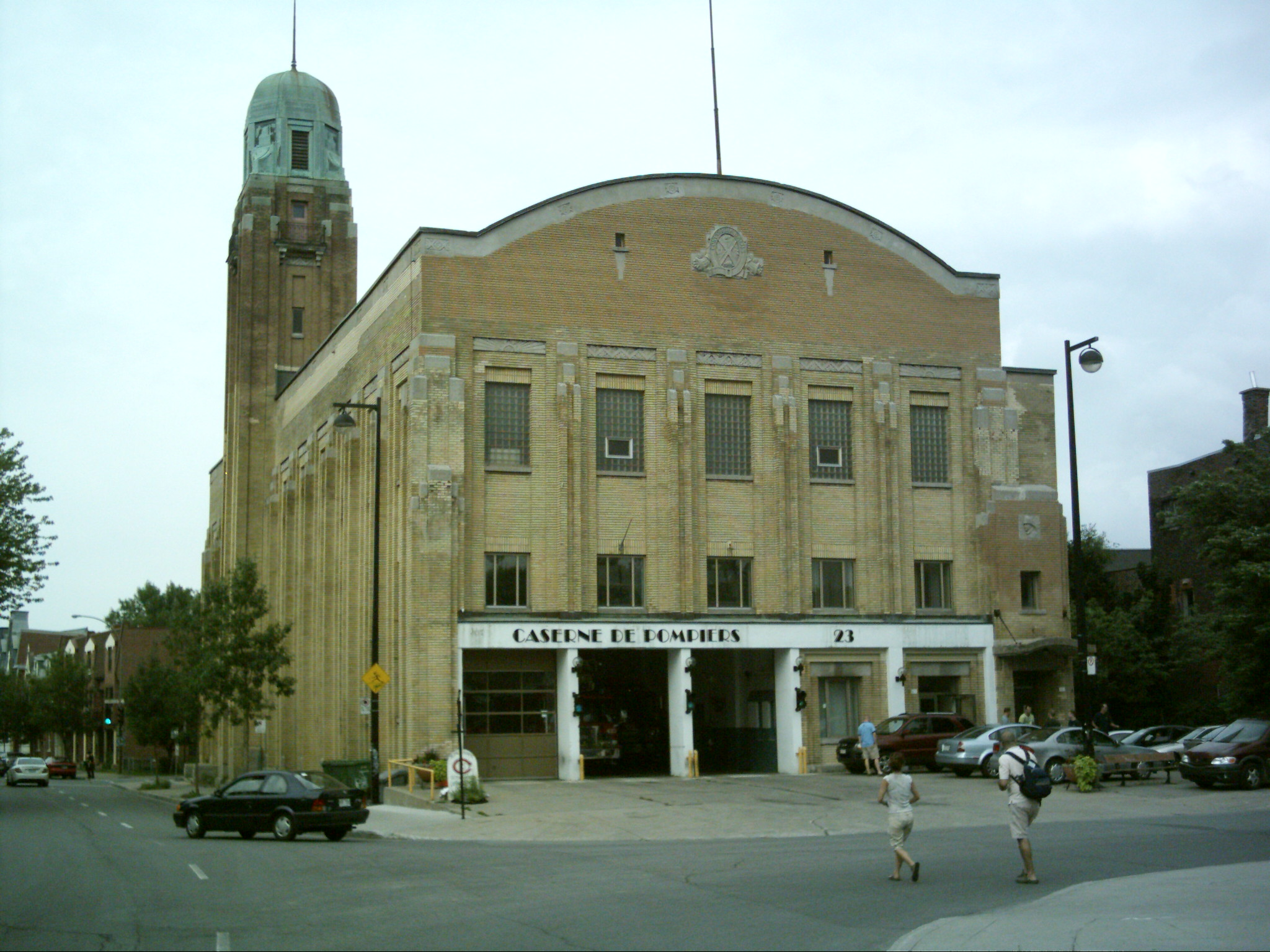
Feuerwache Saint-Henri (Nr. 23)

Der SIM hat einen Personalbestand von 2300 Feuerwehrleuten und 400 Hilfskräften. Er betreibt 65 Feuerwachen. Diese werden von zwei Einsatzzentralen aus geleitet, die jeweils sechs Regionen umfassen.
Einsatzzentrale Nord
- Region 1 (L’Île-Bizard–Sainte-Geneviève, Sainte-Anne-de-Bellevue, Pierrefonds-Roxboro, Senneville, Dollard-Des Ormeaux) mit 5 Feuerwachen
- Region 2 (Baie-D’Urfé, Beaconsfield, Kirkland, Pointe-Claire) mit 4 Feuerwachen
- Region 3 (Dorval, L’Île-Dorval, Mont-Royal, Saint-Laurent) mit 6 Feuerwachen
- Region 4 (Saint-Léonard, Rosemont–La Petite-Patrie, Villeray–Saint-Michel–Parc-Extension) mit 6 Feuerwachen
- Region 5 (Ahuntsic-Cartierville, Montréal-Nord) mit 6 Feuerwachen
- Region 6 (Anjou, Rivière-des-Prairies–Pointe-aux-Trembles, Montréal-Est) mit 5 Feuerwachen

Einsatzzentrale Süd
- Region 7 (Lachine, Côte-Saint-Luc, Hampstead, Montréal-Ouest, LaSalle) mit 4 Feuerwachen
- Region 8 (Le Sud-Ouest, Verdun) mit 6 Feuerwachen
- Region 9 (Côte-des-Neiges–Notre-Dame-de-Grâce, Westmount, Outremont) mit 6 Feuerwachen
- Region 10 (Ville-Marie) mit 5 Feuerwachen
- Region 11 (Le Plateau-Mont-Royal, Rosemont–La Petite-Patrie) mit 6 Feuerwachen
- Region 12 (Mercier–Hochelaga-Maisonneuve) mit 5 Feuerwachen